# Хосе Ескобар
Хосе Убер Ескобар (ісп. José Uber Escobar; нар. 1 жовтня 1975) — колумбійський борець греко-римського стилю, срібний та дворазовий бронзовий призер Панамериканських чемпіонатів, срібний призер Панамериканських ігор, чемпіон Тихоокеанських ігор, дворазовий чемпіон та бронзовий призер Боліваріанських ігор, учасник Олімпійських ігор.

## Життєпис
Боротьбою почав займатися з 1986 року.
Виступав за борцівський клуб «Лос-Амігос» Калі. Тренер — Карлос Альберто Даза (з 1996).

## Спортивні результати на міжнародних змаганнях

### Виступи на Олімпіадах
| Змагання                    | Збірна   | Вагова категорія                 | Місце |
| --------------------------- | -------- | -------------------------------- | ----- |
| Літні Олімпійські ігри 1996 | Колумбія | греко-римська боротьба, до 68 кг | 21    |

### Виступи на Чемпіонатах світу
| Змагання                        | Збірна   | Вагова категорія                 | Місце |
| ------------------------------- | -------- | -------------------------------- | ----- |
| Чемпіонат світу з боротьби 1997 | Колумбія | греко-римська боротьба, до 69 кг | 19    |
| Чемпіонат світу з боротьби 2003 | Колумбія | греко-римська боротьба, до 74 кг | 32    |
| Чемпіонат світу з боротьби 2011 | Колумбія | греко-римська боротьба, до 74 кг | 32    |

### Виступи на Панамериканських чемпіонатах
| Змагання                                   | Збірна   | Вагова категорія                 | Місце  |
| ------------------------------------------ | -------- | -------------------------------- | ------ |
| Панамериканський чемпіонат з боротьби 2003 | Колумбія | греко-римська боротьба, до 84 кг | 5      |
| Панамериканський чемпіонат з боротьби 2005 | Колумбія | греко-римська боротьба, до 74 кг | Срібло |
| Панамериканський чемпіонат з боротьби 2009 | Колумбія | греко-римська боротьба, до 74 кг | Бронза |
| Панамериканський чемпіонат з боротьби 2011 | Колумбія | греко-римська боротьба, до 74 кг | 7      |
| Панамериканський чемпіонат з боротьби 2013 | Колумбія | греко-римська боротьба, до 74 кг | 7      |
| Панамериканський чемпіонат з боротьби 2015 | Колумбія | греко-римська боротьба, до 80 кг | Бронза |

### Виступи на Панамериканських іграх
| Змагання                  | Збірна   | Вагова категорія                 | Місце  |
| ------------------------- | -------- | -------------------------------- | ------ |
| Панамериканські ігри 1995 | Колумбія | греко-римська боротьба, до 68 кг | 7      |
| Панамериканські ігри 1995 | Колумбія | вільна боротьба, до 68 кг        | 9      |
| Панамериканські ігри 2003 | Колумбія | греко-римська боротьба, до 74 кг | Срібло |
| Панамериканські ігри 2011 | Колумбія | греко-римська боротьба, до 74 кг | 5      |

### Виступи на Боліваріанських іграх
| Змагання                 | Збірна   | Вагова категорія                 | Місце  |
| ------------------------ | -------- | -------------------------------- | ------ |
| Боліваріанські ігри 1997 | Колумбія | греко-римська боротьба, до 69 кг | Золото |
| Боліваріанські ігри 2005 | Колумбія | греко-римська боротьба, до 74 кг | Золото |
| Боліваріанські ігри 2009 | Колумбія | греко-римська боротьба, до 74 кг | Бронза |

### Виступи на Тихоокеанських іграх
| Змагання                | Збірна   | Вагова категорія                 | Місце  |
| ----------------------- | -------- | -------------------------------- | ------ |
| Тихоокеанські ігри 1995 | Колумбія | греко-римська боротьба, до 68 кг | Золото |

### Виступи на інших змаганнях
| Змагання                                                             | Збірна   | Вагова категорія                 | Місце  |
| -------------------------------------------------------------------- | -------- | -------------------------------- | ------ |
| Панамериканський Олімпійський кваліфікаційний турнір з боротьби 1996 | Колумбія | греко-римська боротьба, до 68 кг | Срібло |
| Олімпійський кваліфікаційний турнір з боротьби 2004 (Ташкент)        | Колумбія | греко-римська боротьба, до 74 кг | 17     |
| Олімпійський кваліфікаційний турнір з боротьби 2008 (Роме-Остія)     | Колумбія | греко-римська боротьба, до 74 кг | 32     |
| Гран-прі Іспанії з боротьби 2019                                     | Колумбія | греко-римська боротьба, до 82 кг | 5      |